# Yem (Sprache)
Yem (Eigenbezeichnung Yemsa, auch als Janjero bekannt) ist eine omotische Sprache, die im Süden Äthiopiens gesprochen wird. Es wird dem Gimojan-Zweig des Nordomotischen zugerechnet. Die Sprecherzahl ist nicht gesichert, die Schätzungen gehen von einigen Tausend bis zu einer Anzahl von 500.000. Als Yem im Sinne einer ethnischen Zugehörigkeit wurden bei der Volkszählung in Äthiopien 2007 160.447 Personen erfasst. Das Yem ist bislang nur in wesentlichen Grundzügen beschrieben, die vorliegenden linguistischen Darstellungen weichen außerdem in vielen Punkten voneinander ab.
Innerhalb des Yem lassen sich ein normaler, ein adliger und ein königlicher Soziolekt unterscheiden; ihr Wortschatz unterscheidet sich im Bereich von Körperteilen, Waffen, Kleidungsstücken sowie bei Verben der Bewegung und der Funktion des menschlichen Körpers. Durch die politische Zugehörigkeit zu Äthiopien weist der Wortschatz eine deutliche amharische Beeinflussung auf, ein Beispiel hierfür ist tamara „lernen“ – amharisch təmarə.

## Phonologie
Wie omotische und darüber hinaus afroasiatische Sprachen typisch, verfügt das Yem über stimmlose, stimmhafte und glottalisierte Konsonanten; die meisten Konsonanten können auch geminiert auftreten. Es existierten fünf Vokalphoneme (/a/, /e/, /i/, /o/, /u/) in zwei distinktiven Quantitäten; außerdem werden ein mittlerer, ein hoher und ein tiefer Ton unterschieden, die, falls bekannt, im Folgenden mit einem Akut für den Hochton und einem Gravis für den Tiefton bezeichnet werden. Die Töne sind vorwiegend von morphologischer Bedeutung, sie dienen nur selten zur Unterscheidung zweier Lexeme.

## Morphologie
Pronomina bilden getrennte Formen für Singular und Plural, wobei im Singular in der 2. und 3. Person durch Tonwechsel auch die Genera Maskulinum und Femininum unterschieden werden. Durch Tonwechsel und durch Suffixe oder Postpositionen lassen sich des Weiteren neun Kasus bilden: tá „ich“, tà „mein“, táan „mich“, táak „mir“, táaki „zu mir“, táassì „in mir“, táakìn „von mir weg“, táanèen „mit mir“. Auch bei den Nomina werden die Genera durch Tonwechsel unterschieden; der Plural wird nicht konsequent markiert. Die Determination wird durch ein Suffix -s angezeigt, Kasus werden durch Suffixe oder Postpositionen markiert.
In der Verbalkonjugation lassen sich verschiedene Modi unterscheiden, die meist periphrastisch gebildet werden, allein der Indikativ bildet verschiedene Tempora. Synthetische konjugierte Formen haben folgenden Aufbau (Zusammenfassung von Daten nach Girma (zitiert nach Bender) und Lamberti):
- Verbalstamm
- Pluralmarker -s(e)- (nur 3. Person und 2. Person höflich, nach Girma auch 2. Person maskulinum und femininum)
- Tempusmarker:
  - Perfekt: ∅/i
  - Habitativ/Futur: f
  - duratives Präsens: dif
  - Futur: a/u/∅
  - Präsens: a
- Person/Numerus (h steht für Höflichkeitsformen):

| Singular | Singular | Singular | Singular | Singular | Singular | Singular   | Plural | Plural | Plural | Plural | Plural     | Plural        | Plural     |
| -------- | -------- | -------- | -------- | -------- | -------- | ---------- | ------ | ------ | ------ | ------ | ---------- | ------------- | ---------- |
| 1.       | 2. m.    | 2. f.    | 2. h.    | 3. m.    | 3. f.    | 3. h.      | 1.     | 2. m.  | 2. f.  | 2. h.  | 3. m.      | 3. f.         | 3. h.      |
| (a)n     | (a)t     | (a)t     | eni      | ∅, e, n  | ∅, a, n  | ete, e, ne | (i)ni  | (e)ti  | (e)ti  | (e)ni  | te, e, one | te, ∅, a, one | te, e, one |
- Genus:
  - 1. Person: unmarkiert
  - 3. und (nur nach Girma) 2. Person: Maskulinum: Hochton, Femininum: Tiefton
- Tempus/Aspekt:
  - á/à/∅: Futur (Lamberti)
  - r: Präsens
- Verschiedene postverbale Suffixe
  - Morphem wa: Emphase (so Lamberti)
  - Interrogative Suffixe -o, -oso, -(a)ro

Die Negation wird durch ane (Perfekt), -atta (Präsens), afa...za (Futur), -ta (Imperativ/Jussiv) markiert. Das Perfekt und andere Tempora besitzen eigene negative Personalaffixe. Die folgende Tabelle listet die Personalaffixe des negativen Perfekts nach Lamberti auf:
| Singular | Singular | Singular | Singular | Plural                |
| -------- | -------- | -------- | -------- | --------------------- |
| 1.       | 2.       | 3. m.    | 3. f.    | 1.–3.                 |
| t        | è        | é        | à        | wie affimative Formen |

Eine Reihe weiterer Tempora beziehungsweise Modi wird analytisch mit Hilfsverben gebildet. Verbalnomina werden durch verschiedene Suffixe abgeleitet. Außerdem lassen sich durch bestimmte Suffixe auch Verben mit modifizierter Bedeutung ableiten, beispielsweise passive und reflexive Verben mit -t: šuk „opfern“ – šuk-t „geopfert werden“.

## Syntax
Bei der Wortstellung scheint SOV vorzuherrschen:
| maskasu-s                                  | iʔo-s                | anfala-sik         | kaɗ-i       |
| Frau – Determination                       | Baum – Determination | Axt – Instrumental | sie schnitt |
| „Die Frau schnitt den Baum mit einer Axt.“ |                      |                    |             |

Als Kopula fungieren in affirmativen Sätzen wa, in negativen Sätzen te, in Entscheidungsfragen r und in Sachfragen ba, die alle an das Prädikatsnomen suffigiert werden:
- bar maŋ[1] asu-wa er – schlecht – Mann – ist „er ist ein schlechter Mann“
- ta maŋ asú-te ich – schlecht – Mann – nicht bin „ich bin kein schlechter Mann“
- am-ba „was ist es?“
- miní šabó maʔa-r Kuh – Milch – gut – ist? „ist die Milch der Kuh gut?“

Verbal- und Nominalphrasen können durch die Fokuspartikeln wa, (m)ba/(m)be, tu fokussiert werden:
- yeé-wà „Er ist gekommen“
- oo-m-bé yeé „Wer ist gekommen?“
- né tù yeér „Du kommst.“